# Bốn hình hài

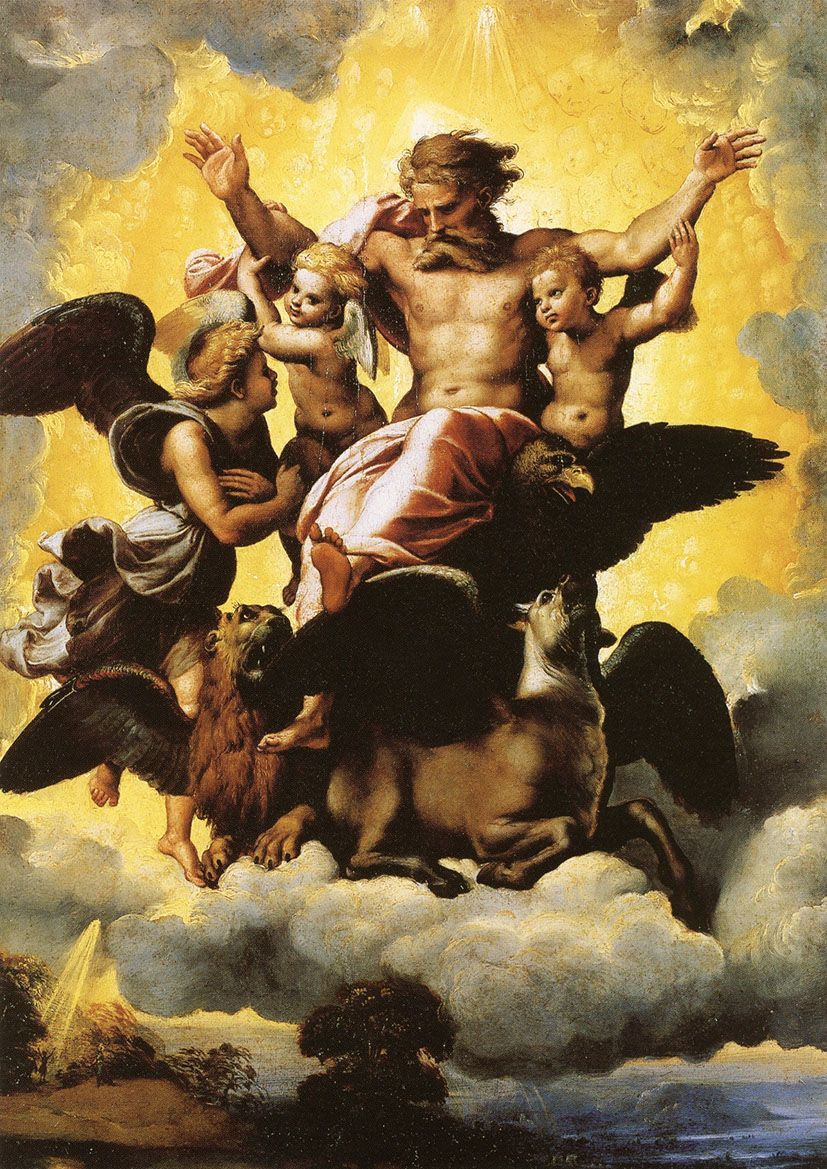
Bức họa của Raffael về Thiên Chúa và Bốn hình hài (Bốn con vật)

Bốn hình hài (Tetramorph) hay còn gọi là bốn sinh vật là một sự sắp xếp tượng trưng của bốn (4) thành phần khác nhau, hoặc sự kết hợp của bốn phần tử khác nhau trong cùng một đơn vị. Thuật ngữ này có nguồn gốc từ tiếng Hy Lạp là từ tetra, có nghĩa là bốn, và morph có nghĩa là hình dạng, hình hài. Những bằng chứng khảo cổ học cho thấy con người từ thời kỳ đầu đã chia thế giới quan thành bốn phần tư đường chân trời, hay không gian, sau này là nơi tế lễ, chẳng hạn như đền thờ, các cơ sở thờ tự và quy các đặc điểm cũng như phẩm chất tâm linh cho mỗi phần tư theo nguyên lý số bốn hay tứ diện để sắp xếp các thứ, vật theo những trật tự tín ngưỡng nhất định.
Thư trong triết lý phương Đông và phong thủy, người ta chia trời đất làm tứ phương/bốn phương trời (sau đó gộp thêm thành tám hướng), mỗi phương trời gắn với một con thánh thú gọi là tứ thánh thú (tứ tượng). Kinh Thánh có nhắc đến hình ảnh của Bốn sinh vật lần đầu tiên là trong thị kiến của Ezechiel (phát âm như là: Êdêkien/Ê-xê-chi-ên/Êzechiel) mô tả 4 sinh vật (hayyoth/tiếng Do Thái: חַיּוֹת/ḥayyōṯ) này như sau: “bộ mặt của chúng, thì chúng đều có mặt người, cả bốn đều có mặt sư tử bên phải, cả bốn đều có mặt bò rừng bên trái, cả bốn đều có mặt phượng hoàng. Đó là mặt của chúng, vòn cánh của chúng thì giương lên cao, mỗi sinh vật có hai cánh giáp vào nhau và hai cánh khác phủ thân mình” (Ed 1,10-11).

## Nguồn gốc

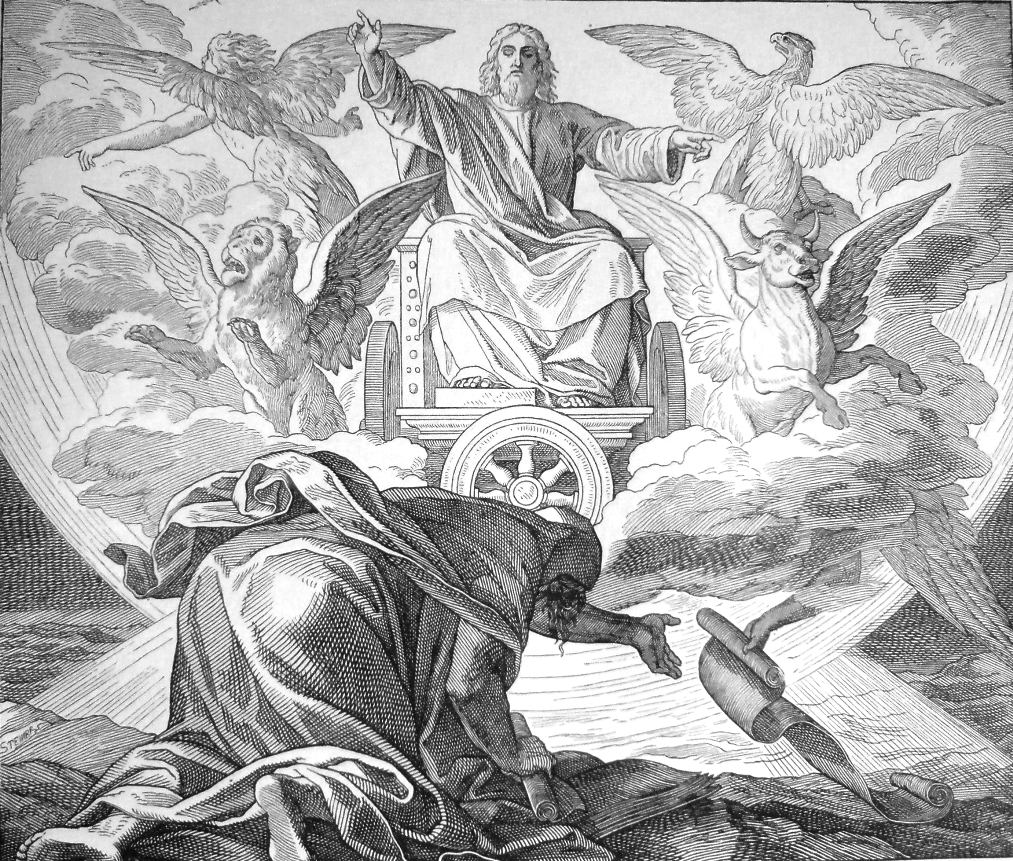
Ký họa cảnh Ezechiel nhìn thấy Thiên Chúa và ghi chép lại

## Trong Kinh thánh

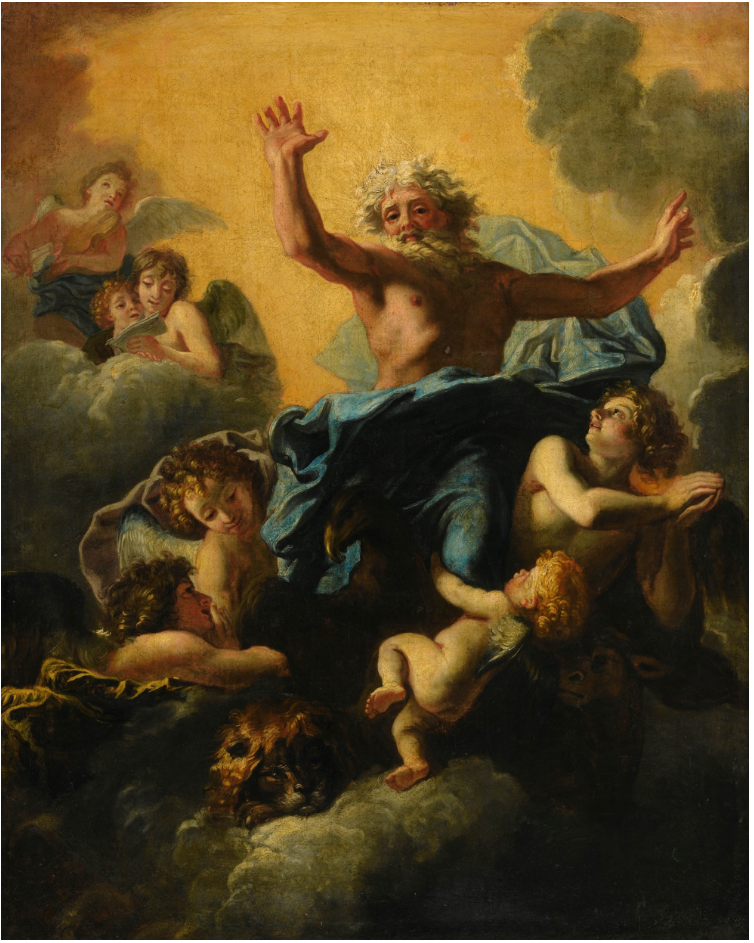
Họa phẩm Chúa Cha và Bốn sinh vật

## Luận giải

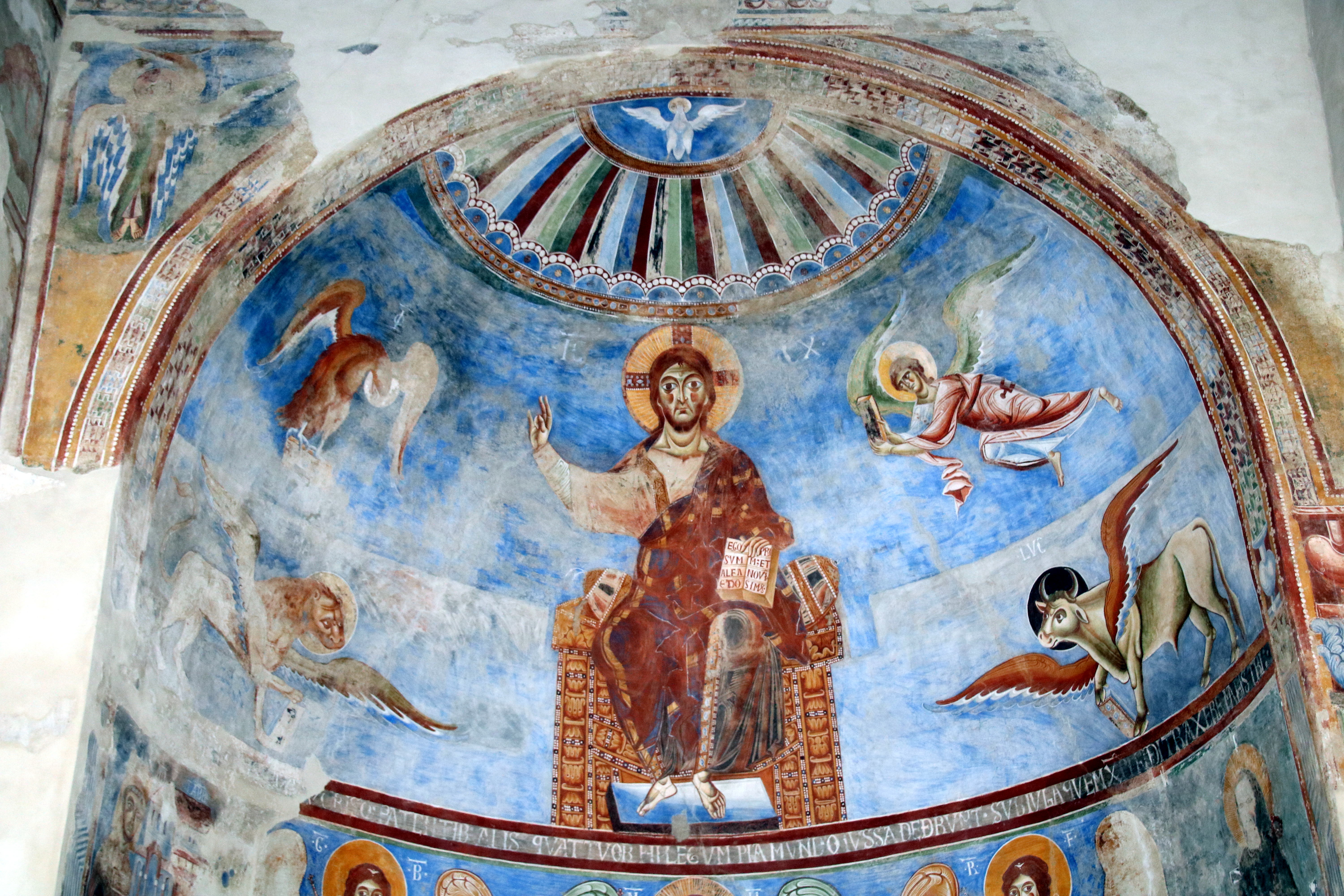
Hình ảnh trong Thánh đường Abbazia di Sant'Angelo với biểu tượng Bốn hình hài (04 sinh vật)

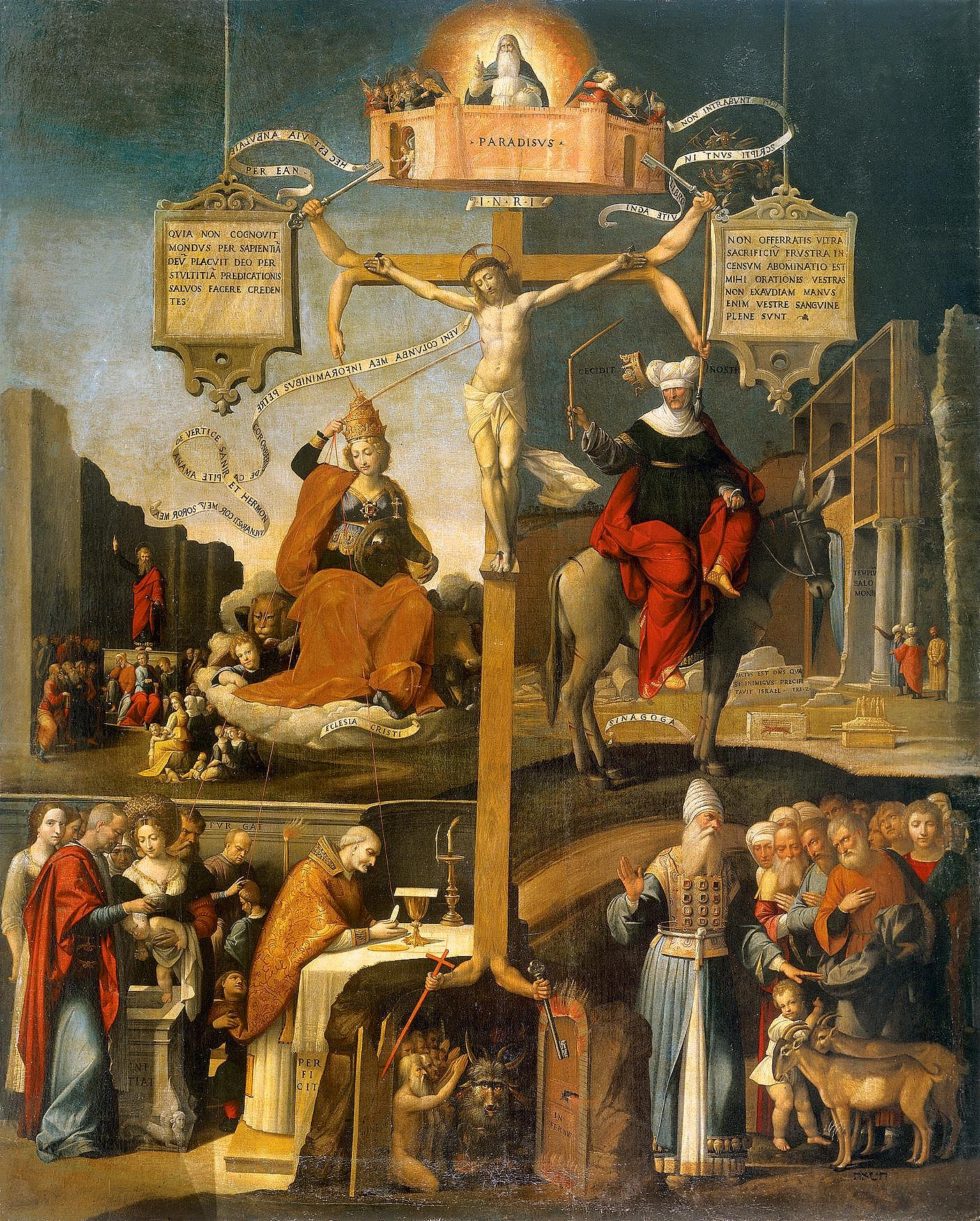
Họa phẩm về sự cứu rỗi thế gian của Thiên Chúa

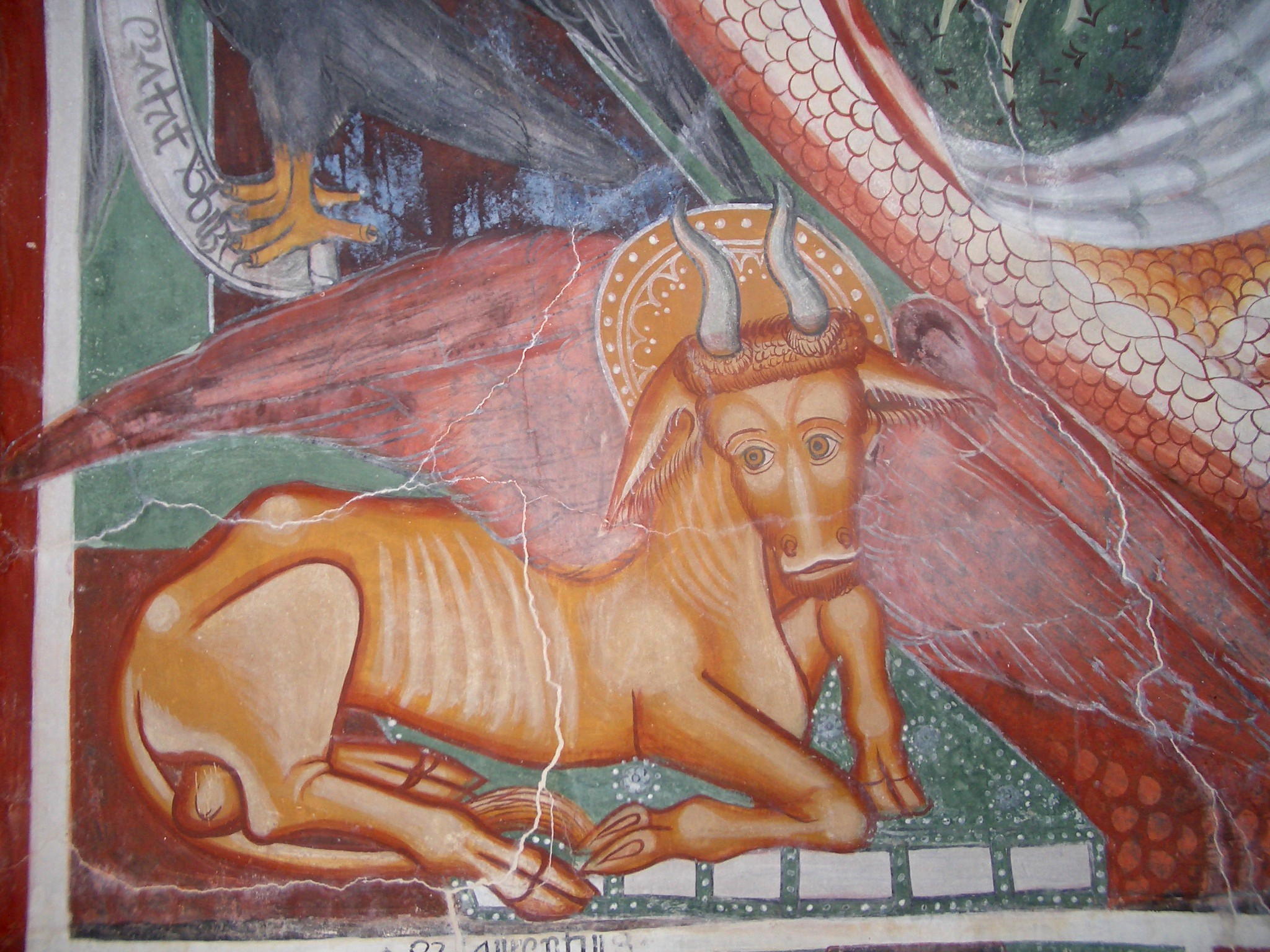
Con bò tượng trưng cho Thánh sử Luca

## Trong nghệ thuật

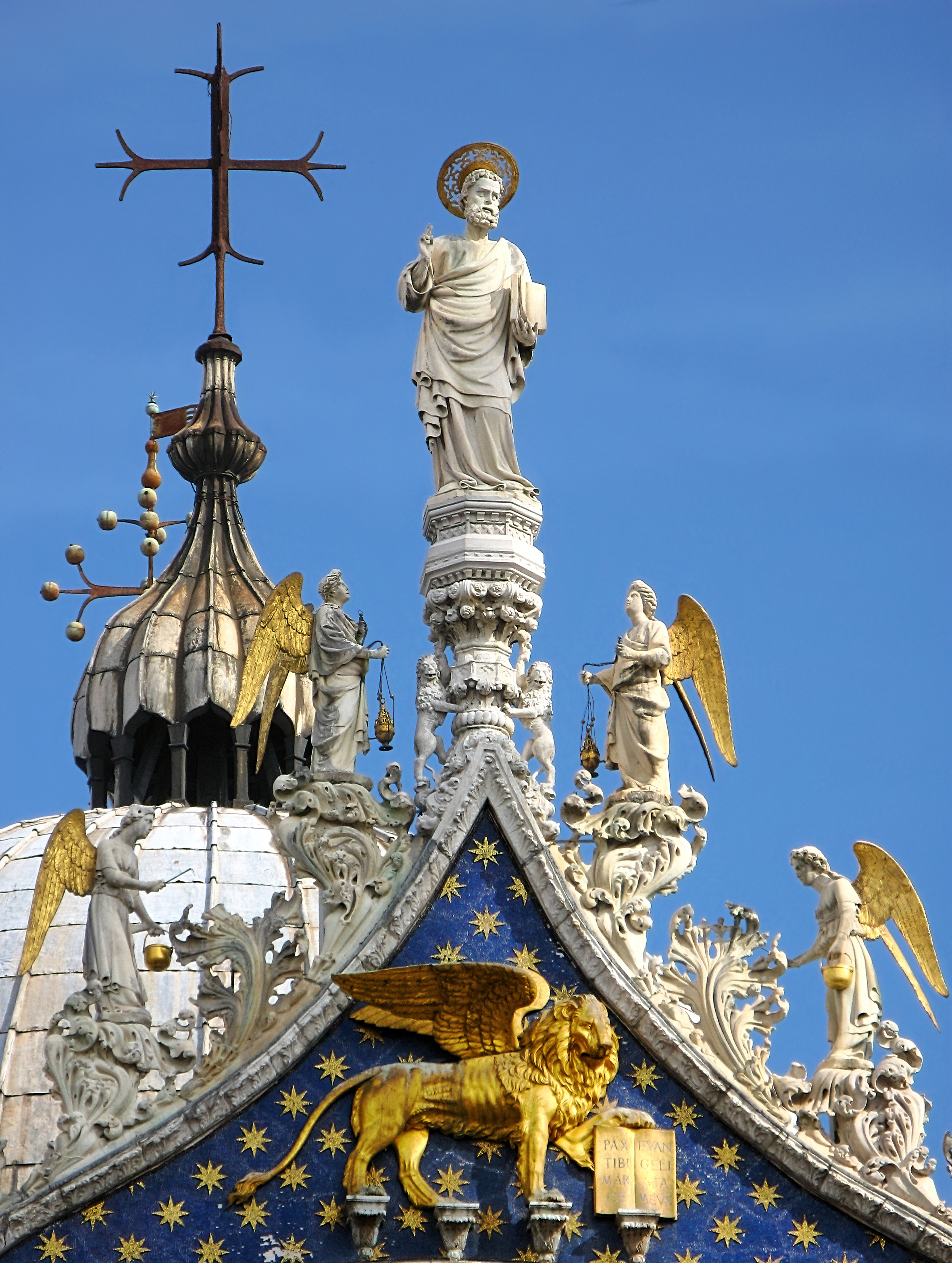
Tượng Thánh Marco trên nóc nhà thờ ở Venice với biểu tượng con Sư tử vàng